# برنامج التعمية
برنامج التعمية أو برنامج التشفير (بالإنجليزية: Encryption software)‏ هو برنامج يقوم بتشويش البيانات لمنع الدخول غير المصرح به إلى المعلومات الرقمية. يُستخدام برنامج التعمية لحماية المعلومات الرقمية على الحواسيب، بالإضافة إلى المعلومات الرقمية التي يتم إرسالها إلى حواسيب أخرى عبر الإنترنت.